# Demolition (Album)
Demolition (englisch für: „Zerstörung“) ist das 14. Studioalbum der britischen Heavy-Metal-Band Judas Priest. Es erschien am 16. Juli 2001. Es war das zweite und letzte der beiden Judas-Priest-Studioalben mit Sänger Tim „Ripper“ Owens. Es ist eines der wenigen Alben der Band, die mit dem Aufkleber Parental Advisory versehen sind.

## Hintergrund
Nach den eher zurückhaltenden Reaktionen auf Jugulator versuchte die Band mit Demolition in Teilen zu ihrem früheren Klang aus den 1980er-Jahren zurückzukehren. So wurden auf Demolition die traditionellen Elemente nur mit sporadischen Einlagen von Sprechgesang oder leichten Nu-Metal-Anleihen kombiniert.
Das Album wurde von Glenn Tipton produziert, der sich auch meistenteils als Songschreiber betätigte. Auch assistierte der frühere Produzent Chris Tsangarides beim Schreiben einiger Stücke. Schlagzeuger Scott Travis trug mit Cyberface zum ersten und einzigen Mal der Bandgeschichte zum Songwriting bei. Wie beim Album Painkiller wirkte Don Airey wieder als Gast-Keyboarder mit, kurz bevor dieser schließlich festes Bandmitglied der englischen Rockgruppe Deep Purple wurde.

## Titelliste
1. Machine Man (Tipton) – 5:35
2. One On One (Tipton, Downing) – 6:44
3. Hell Is Home (Tipton, Downing) – 6:18
4. Jekyll and Hyde (Tipton) – 3:19
5. Close to You (Tipton, Downing) – 4:27
6. Devil Digger (Tipton) – 4:45
7. Bloodsuckers (Tipton, Downing) – 6:18
8. In Between (Tipton) – 5:41
9. Feed on Me (Tipton) – 5:28
10. Subterfuge (Tipton, Tsangarides) – 5:12
11. Lost And Found (Tipton, Downing) – 4:57
12. Cyberface (Tipton, Travis) – 6:46
13. Metal Messiah (Tipton, Tsangarides) – 5:17

Bonustracks der Japan-Edition
1. What's My Name? (Owens, Tipton, Downing) – 3:45

Bonustracks der deutschen Ausgabe
1. Rapid Fire (Halford, Tipton, Downing) – 3:53
2. The Green Manalishi (With The Two-Pronged Crown) (Peter Green) – 4:09

Bonustracks der australischen Edition
1. What's My Name? (Owens, Tipton, Downing) – 3:45
2. Rapid Fire (Halford, Tipton, Downing) – 3:53
3. The Green Manalishi (With The Two-Pronged Crown) (Peter Green) – 4:09

## Rezeption
Die Reaktionen fielen wie schon beim Vorgänger gemischt aus. Gary Hill von Allmusic schrieb, man wünsche sich, das Album sei unter einem anderen Bandnamen erschienen, da es nicht zum historischen Sound der Band passe. Die Bewertung lag bei drei von fünf Sternen.